# Homo ornat locum, non locus hominem
Нomo ornat locum, non locus hominem è una locuzione latina che significa letteralmente È l'uomo a dar decoro al posto, non il posto all'uomo.

## Storia
La proposizione è stata attribuita a Gaio Lucilio e a Marco Tullio Cicerone.